# 鸭嘴草团黑粉菌
鸭嘴草团黑粉菌（学名：Sorosporium flagellatum）是属于黑粉菌目黑粉菌科团黑粉菌属的一种真菌，寄生在鸭嘴草属植物上。该种分布于中国大陆、台湾等地。